# 2017年のブラジル
2017年のブラジル （2017ねんのブラジル）では、2017年のブラジルに関する出来事について記述する。

## 国家元首等
- 大統領
  - 第37代: ミシェル・テメル （ブラジル民主運動党、2016年8月31日 - ）
- 副大統領
  - 空席 （2016年8月31日 - ）
- 連邦最高裁判所長官
  - 第47代: Cármen Lúcia （2016年8月12日 - ）
- 連邦上院議長
  - 第65代: Renan Calheiros （ブラジル民主運動党、2013年2月1日 - 2017年2月1日)
  - 第66代: Eunício Oliveira （ブラジル民主運動党、2017年2月1日 - ）
- 連邦下院議長
  - 第54代: Rodrigo Maia （民主党、2016年7月14日 - ）

## できごと

### 1月
- 1月2日 - マナウスの刑務所で暴動が発生し、56人以上が死亡、184人が脱走[1]。

### 2月
- 2月24日-28日 - リオのカーニバル[2][3]。

### 3月
- 3月1日 - リオのカーニバルの審査結果発表。サンバ団体ポルテーラが33年ぶりに優勝[4]。

### 4月
- 4月7日 - 2017年のリオのカーニバルの審査結果について、ポルテーラの単独優勝からポルテーラ及びモシダーデ・インデペンデンテ・デ・パードレ・ミゲルの2団体優勝に変更。審査過程に手違いが判明し、採点を見直したことによる[5]。
- 4月28日 - ブラジル全土で、政府が財政再建のために進める政策に反対する労働組合が、1996年以来21年ぶりとなるストライキをおこした[6]。

### 6月
- 6月9日 - 選挙高等裁判所、2014年の大統領選挙について、不正資金が使われた故に選挙結果は無効だと訴えた野党の主張を退け、ミシェル・テメル大統領とジルマ・ルセフ前大統領の当選を有効とする判決[7]。
- 6月22日 - 南東部エスピリトサント州ヴィトーリアでバスとトラックの衝突事故。21人が死亡[8]。
- 6月26日 - ミシェル・テメル大統領が、国内最大の食肉加工会社JBSに便宜を図る見返りに賄賂を受け取った疑いで起訴された[9]。

### 7月
- 7月1日 - 30年間、整形手術を繰り返しながら逃亡していた麻薬王、ルイス・カルロス・ダ・ホッシャが、ブラジル・マットグロッソ州ソヒーゾ（英語版）にて逮捕[10]。
- 7月24日 - パラグアイ、アマンバイ県ペドロ・フアン・カバリェロ市のナイトクラブで武装した2人の男が銃を乱射。4人が死亡、11人が負傷。同市はブラジルとの麻薬取引の拠点として知られ、犯人、被害者ともにブラジル人で、被害者は有力麻薬組織に属していたという[11]。

### 8月
- 8月2日
  - ブラジル下院、ミシェル・テメル大統領が収賄罪で起訴されたことを受け、最高裁での裁判開始の是非を問う投票を行い反対多数で否決[12]。
  - ブラジル連邦最高裁判所、検察から提出されたミシェル・テメル大統領の収賄容疑での起訴状について、同大統領の在任中はその司法手続きを停止することを決定[13]。
- 8月22日 - ブラジルパラ州のシングー川で70人乗りの旅客船が沈没、少なくとも10人が死亡、数十人が行方不明となった[14]。

### 9月
- 9月5日 - ブラジルのロドリゴ・ジャノット（英語版）検事総長、石油会社ペトロブラスにまつわる汚職のための組織を設立した容疑でルラ元大統領やルセフ前大統領ら民主労働党幹部8人を最高裁に起訴。同日、同じく汚職の容疑で7月に逮捕されているジェデル・ビエイラ・リマ（英語版）元国家統合相（英語版）が借りていたアパートから3300万レアル（約11億5000万円）を超える札束の詰まった段ボール箱やスーツケースが押収された[15][16]。
- 9月8日 - バーレ・ド・ジャバリ先住民居住区で暮らす先住民少なくとも10人以上が、違法採金業者によって殺害されていると現地NGOが声明[17]。
- 9月14日 -  ブラジル検察、政府機関を使い企業に便宜を図る見返りに賄賂を集める犯罪組織を率いたなどとして、ミシェル・テメル大統領を犯罪組織形成と司法妨害の罪で起訴[18]。

### 10月
- 10月5日
  - ミナスジェライス州ジャナウバ（英語版）の保育施設で、警備員の男が児童や教員にアルコールを浴びせて火を付ける事件。7人が死亡、50人ほどが負傷。犯人も自ら火を付け自殺[19]。
  - 昨年のリオデジャネイロ五輪の招致に絡み、国際オリンピック委員会委員の買収に関与した疑いがあるとして、リオデジャネイロオリンピック・パラリンピック組織委員会のカルロス・ヌズマン会長が逮捕された[20]。
- 10月25日 -  ブラジル下院、テメル大統領が組織的な汚職先導や捜査妨害などの罪で検察に起訴されたことに関して、起訴すべきかどうかの採決を行い、否決。これまでに2度起訴されているが、大統領と対立していたジャノ前検事総長は任期を終え退任しているため今後また起訴される可能性は低い[21]。

## 死去
- 1月20日 - カルロス・アルベルト・シルバ、サッカー指導者（1939年 -）
- 7月23日 - バウディール・ペレス、サッカー選手（1951年 -）